# Hervé Tum
Hervé Germain Tum (Yaundé, Camerún, 15 de febrero de 1979) es un exfutbolista camerunés que se desempeñaba como delantero.

## Clubes
| Club                             | País    | Año       | Part. | Goles |
| -------------------------------- | ------- | --------- | ----- | ----- |
| Pacy                             | Francia | 1997-1998 | 0     | 0     |
| Sion                             | Suiza   | 1998-2000 | 42    | 10    |
| Basilea                          | Suiza   | 2001-2004 | 96    | 23    |
| Metz                             | Francia | 2004-2006 | 52    | 12    |
| Estrasburgo                      | Francia | 2006-2007 | 29    | 7     |
| Bursaspor                        | Turquía | 2007-2008 | 28    | 6     |
| Sivasspor                        | Turquía | 2008-2009 | 31    | 10    |
| İstanbul Büyükşehir Belediyespor | Turquía | 2009-2011 | 44    | 16    |
| Gençlerbirliği                   | Turquía | 2011-2012 | 31    | 15    |
| Elazığspor                       | Turquía | 2012-2013 | 13    | 1     |
| Göztepe                          | Turquía | 2013      | 15    | 3     |
| Total                            |         | 1996-2013 | 381   | 103   |

## Selección nacional
Ha sido internacional con la selección de fútbol de Camerún, ha jugado 5 partidos internacionales y no ha anotado goles.